# Kalinovik
Kalinovik (serbisch-kyrillisch Калиновик) ist ein Ort im östlichen Teil der Republika Srpska in Bosnien und Herzegowina und Sitz der gleichnamigen Gemeinde.

## Geographie

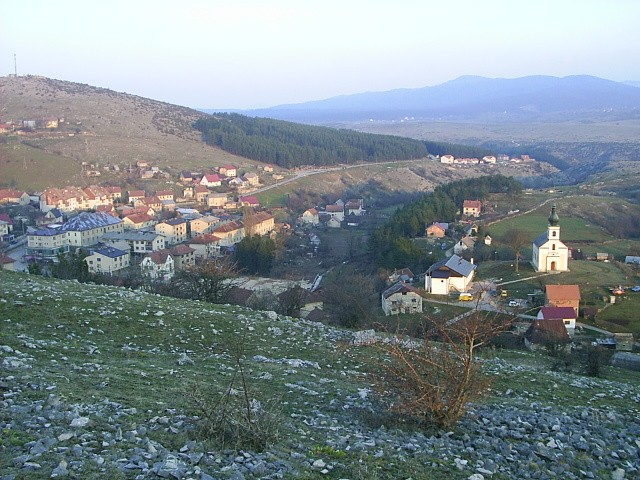
Blick über Kalinovik

Der Hauptort Kalinovik liegt 40 km südlich von Sarajevo auf einer verkarsteten Hochebene in etwa 1.100 m Höhe. Ein großer Teil des Gemeindegebietes wird von Gebirgszügen geprägt, die in der Treskavica bis zu 2.088 m ansteigen.
Benachbarte Gemeinden sind Foča, Foča-Ustikolina, Gacko, Konjic, Nevesinje und Trnovo.

## Geschichte
Von 1901 bis 1918 befand sich in Kalinovik eine Außenstelle der k.u.k. Artillerie-Schießschule, die auf die Ausbildung der Gebirgsartillerie spezialisiert war. 
Kalinovik war bereits vor dem Bosnienkrieg (1992–1995) eine der bevölkerungsärmsten Kommunen des Landes und wirtschaftlich rückständig.

## Bevölkerung
Bei der Volkszählung 1991 hatte die Gemeinde Kalinovik 4.667 Einwohner, darunter
- Serben: 2.826 (60,55 %)
- Bosniaken: 1.716 (36,76 %)
- Jugoslawen: 46 (0,98 %)
- Kroaten: 17 (0,36 %)
- Andere: 62 (1,35 %)

Im Hauptort lebten 2.878 Menschen, darunter
- Serben: 2.147 (74,60 %)
- Bosniaken: 634 (22,03 %)
- Jugoslawen: 37 (1,29 %)
- Kroaten: 7 (0,24 %)
- Andere: 53 (1,84 %)

Die Serben stellen auch heute die absolute Mehrheit der Einwohner. Bereits vor dem Krieg war die Gemeinde von starker Abwanderung gekennzeichnet. Im Jahre 1971 hatte die Einwohnerzahl noch 9.458 betragen.
Die Gemeinde umfasst insgesamt 73 Orte: Bak, Bojići, Boljanovići, Borija, Božanovići, Brda, Bukvica, Cerova, Čestaljevo, Daganj, Dobro Polje, Dragomilići, Dubrava, Gapići, Golubići, Gradina, Graiseljići, Gvozno, Hotovlje, Hreljići, Jablanići, Jažići, Jelašca, Jezero, Kalinovik, Klinja, Kolakovići, Kovačići, Krbljine, Kruščica, Kuta, Kutine, Luko, Ljusići, Ljuta, Mekoča, Mjehovina, Mosorovići, Mušići, Nedavić, Obadi, Obalj, Obrnja, Osija, Plačikus, Pločnik, Polje, Popovići, Porija, Presjedovac, Rajac, Rastovac, Ruđice, Sela, Sijerča, Sočani, Strane, Susječno, Šivolji, Tmuše, Tomišlja, Trešnjevica, Trnovica, Tuhobić, Ulog, Unukovići, Varizi, Varoš, Vihovići, Vlaholje, Vrhovina, Vujinovići und Zelomići.

## Persönlichkeiten
- Ratko Mladić (* 1942 in Božanovići), General und verurteilter Kriegsverbrecher

## Wirtschaft
Die Strukturschwäche der Region hat eine seit langem anhaltende Landflucht zur Folge. Der größte Teil der noch verbliebenen Einwohner ist in der Landwirtschaft beschäftigt, die jedoch fast ausschließlich für den Eigenbedarf produziert.
Das touristische Potential kann aufgrund der fehlenden Infrastruktur und wegen der unklaren Minensituation noch nicht ausreichend genutzt werden.
An der oberen Neretva bei Ulog im Westen der Gemeinde ist seit 2010 ein Staudamm in Bau. Die Arbeiten wurden 2013 aufgrund mangelhafter Standfestigkeit des Untergrundes unterbrochen und bisher (Stand: Februar 2017) nicht wieder aufgenommen. Der Staudamm wäre der erste am bisher weitgehend naturbelassenen Oberlauf der Neretva.

## Verkehr
Der nordöstliche Teil der Gemeinde wird von der Magistralstraße M18 (Sarajevo–Foča) durchquert. Viele Ansiedlungen sind nur über Schotterwege zu erreichen und im Winter häufig von der Außenwelt abgeschnitten.